# E-broidery

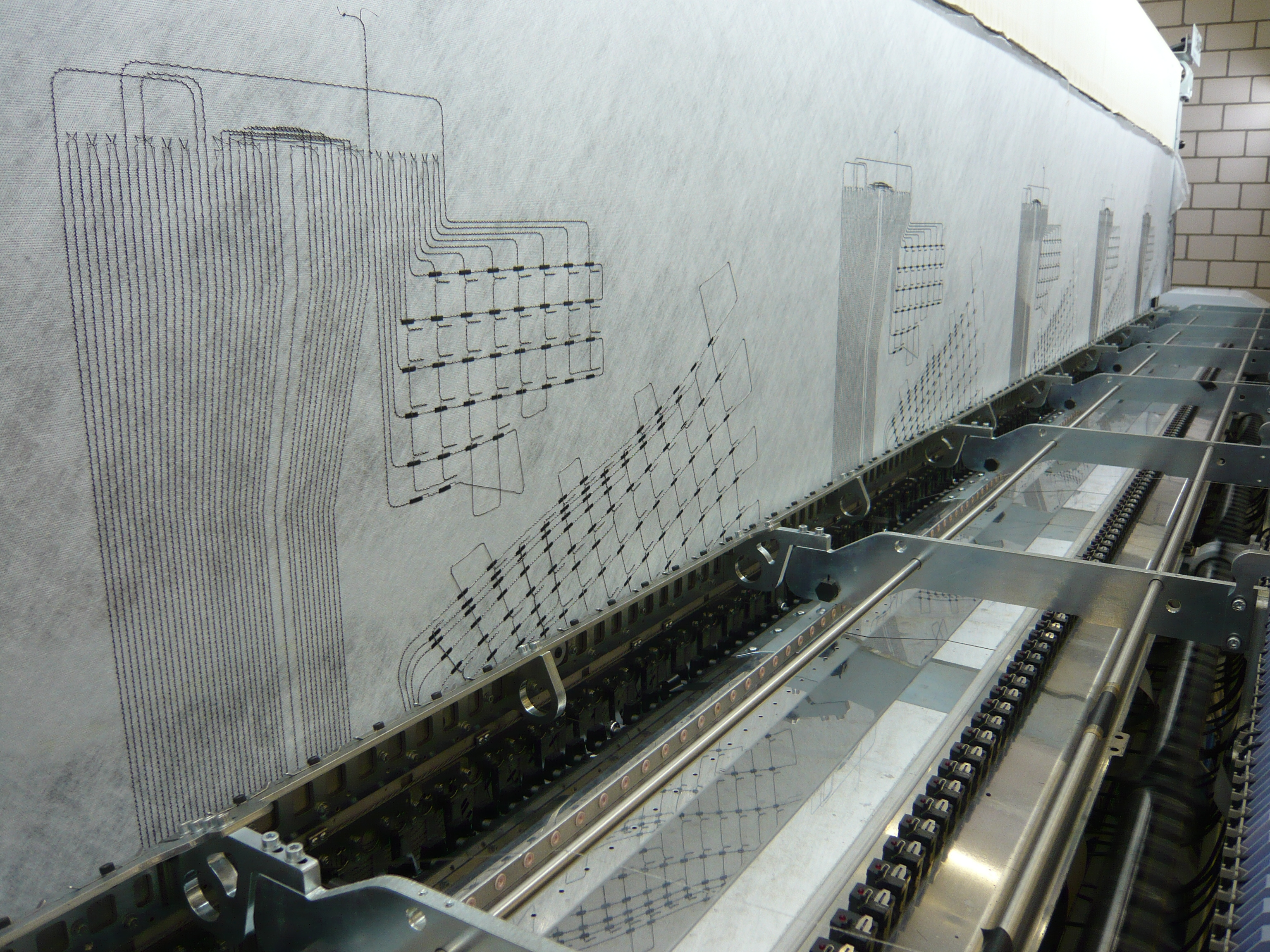
e-broidery Stickverfahren

e-broidery (kurz für electronic embroidery, dt. elektronische Stickerei) beschreibt ein Verfahren, bei dem mit Hilfe des Stickens und Verwendung elektrisch leitfähiger Garne ein funktionales oder intelligentes Textil hergestellt wird. Mögliche Beispiele sind Sensor-, Heiz- oder Leuchttextilien.

## Geschichte
Der Begriff e-broidery wurde von einer Gruppe von MIT-Wissenschaftlern begründet und erstmals in einer Reihe von wissenschaftlichen Publikationen zum Thema Intelligente Textilien zwischen 1997 und 2000 verwendet. Mithilfe des „MIT media labs“ forschte die Gruppe, bestehend aus dem Physiker E. Rehmi Post, dem Physiker und Elektroingenieur Peter R. Russo, der Designerin Maggie Orth und dem Leiter des media labs, Neil Gershenfeld, nach Möglichkeiten sogenannte wearable computer zu entwickeln. Ziel war es, ein intelligentes Textil herzustellen, das sich in seiner Handhabung nicht von normalen Textilien unterscheidet, also waschbar, tragbar und drapierbar bleibt. Durch das e-broidery-Verfahren konnten sie erstmals die Funktion der textilen Fläche selbst erweitern, ohne ihre Verwendung durch weitere Geräte einzuschränken.

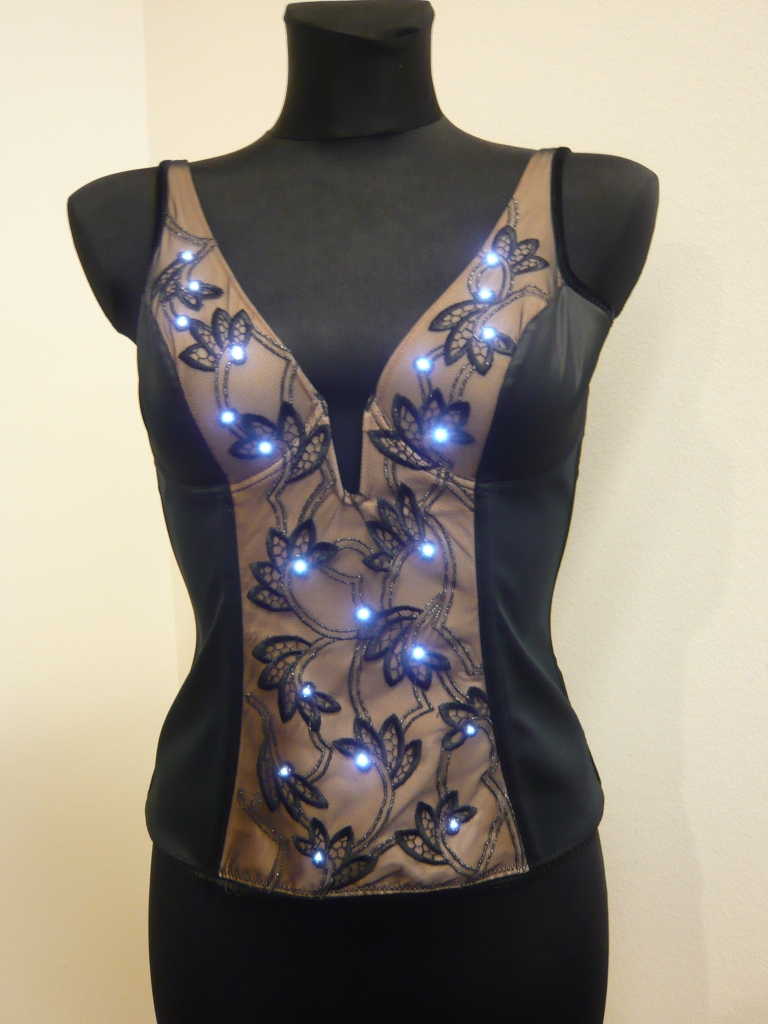
LED-Korsage von Forster Rohner für Valisère

Die schweizerische Firmen Forster Rohner Textile Innovations und Création Baumann brachten mit der Hochschule Luzern die e-broidery-Technologie in einem Projekt bis 2013 zur Marktreife, ließ sie als Patent eintragen und vermarktet sie bis heute. Im Forschungsprojekt e-broidery 2.0, das von 2014 bis 2015 lief, ging es darum die Technologie um dynamisches und chromatisches Licht zu erweitern.

## Herstellung und Stromversorgung
Durch ein Stickverfahren werden Garne, die zum Teil oder vollständig aus Metall bestehen, auf einen textilen Trägerstoff appliziert und mit elektronischen Komponenten, wie Sensoren oder LED-Leuchtmittel, verbunden. Die Komponenten selbst werden entweder gelötet beziehungsweise geschweißt, geklammert oder geklebt. Die so entstehenden intelligenten Textilien sind über ein Kabel (z. B. USB-Kabel) mit einer Stromquelle verbunden. Je nach Funktion und Leistung kann es sich hier um mobile oder feste Stromversorger handeln.